# 因格里德角
68°46′S 90°42′W / 68.767°S 90.700°W
因格里德角是南極洲的海岬，位於彼得一世島西部，該海岬在1927年由挪威的探險隊發現，以船主的妻子命名，現時由南極條約體系管理。